# 趙錫恩
趙錫恩（1882年—1973年），字晉卿，上海人，中国近代教育家、企业家。浸礼会教堂的领袖。

## 生平

### 清朝时期
1883年趙錫恩出生于上海。因父亲坚持，他早年接受私塾。然而，有鉴于英语日益普及，趙錫恩也被要求学习外语。他後來参加了电讯管理局、江南海军学院和北洋医学高等专科学校的入学考试，所有的成绩均以优异通过。因为兄弟的去世，他暫時不能離家，直到14岁后他從事经商。从商两年后再次進入上海韦颂学院就讀，他的大部分时间在致力研究英语，而这也是他的强项。同时，他也教授英语。义和团运动期间，山海关铁道学院被迫迁至上海，它占去了当时南洋公學所在地的四分之一。同年他进入这所大学，并成功通過随后的上海市邮政考试，加入邮政局。正是在这个时期，他成为基督教的信徒，加入老北门浸会堂。後被任命为安徽大屯邮务主任，但他不得不辞去这份工作，从而能与他的家人在上海团聚。在上海，他出任广学会百科全书经理。

### 民国时期
1911年，担任西上海中国志愿服务队副委员长，并在第二年，他提交给中央政府的烟草和酒类税收的方案被接纳，成为随后此类税收系统的基础。此外他极力劝说政府收回上海公共租界的治外法权，并促成中西合组的工部局董事会，参与租界的市政权力。
1914年，出任为提高政府贷款的副官，并奔波于江苏和浙江兩省。他还协助浙江处理各类外交问题，并提供解决方案，因此被任命为浙江和山东的政府顾问。1918年，他獲得内阁顾问职位。同年，擔任通用汉语商会在上海的一名董事。1921年，他成为了烟草和酒税收局顾问，并在1922年担任中国特别代表，参加泛太平洋商业会议在檀香山的会议。他是上海浸会学院、东南大学、阳明学院和仕鹏学校的校董。此外，他也是龙华孤儿院院长、并担任反绑架协会会长。1923年，怀本堂重建礼拜堂，趙錫恩主持重建工作，并在竣工后，担任怀本堂执事。
1927年7月，出任國民政府揚子江技術委員會接收改组委員會委員。1928年4月，任工商部商業司司長，後任工商部駐滬辦事處處長，工商訪問局局長，中華國貨展覽會主任，國定税則委員會委員，實業部工業登記委員會委員長。1931年5月，任實業部常務次長，後任財政部整理委員會專門委員，太平洋國交聯合會、泛太平洋協會、福音廣播社等會長、社長。
同时，他對各项企业和教育事业很感興趣，并担任滬江大学、東吴大学、復旦大学、大同大学、大夏大学、光華大學、上海法學院、中央醫學院、及民主進德中學、新民中學、明德中學等校校董。他還於1930年代初，提倡国货，抵制日货，举办国货展览会。
抗日战争期間，趙錫恩出任工部局物價统制會委員，上海市民福利協會副會長，貧病救濟協會協募會主任，同益銀公司、大中新記公司、協豐公司董事長、南豐公司、新興公司、科學化工公司董事，仁濟堂救濟婦孺會、慈善團體聯合會、醫事事業委員會、平民肺病醫院、聖書公會、廣學會、基督教協進會全世界浸禮會、青年會、基督教聯合會會長、董事等。

## 家庭
家族祖墓在上海跑馬廳內。
- 妻子鄔漱隱，浙江奉化人，父親為鄔采芹[11]（鄔挺生之父），1934年去世[12]。育有子七人、女五人[13]：
- 长子趙鐵章，中華民國外交部官員。
- 二子趙耀章，國營招商局業務部主任。
- 三子趙日章
- 四子趙沅章
- 五子趙鴻章
- 六子趙明章
- 七子趙炳章
- 長女趙惠羣
- 次女趙培羣
- 三女趙式羣
- 四女趙祝羣
- 五女趙慶羣

## 延伸阅读
[在维基数据编辑]
 《海上名人傳·趙晉卿》，出自《海上名人傳》